# テオ・イーイ
テオ・イーイ（中国語: 張御宇、英語: Teo Ee Yi、1993年4月4日 - ）は、マレーシアの男子バドミントン選手。BWF世界ランキング最高位は6位。2011年の世界ジュニア選手権の2冠王者。

## 経歴
世界ジュニア選手権では、ネルソン・ヘグとのペアで男子ダブルスで2年連続決勝に進出。2011年は台湾ペアを破って優勝した。
シニアからは男子ダブルスで、2歳年下のオン・ユーシンとペアを組む。
2020年のタイ・マスターズでは、決勝で黄凱祥 / 劉成を破って優勝。BWFワールドツアー初タイトル獲得となった。
2021年のアジア選手権では、世界ランク1位のファジャル・アルフィアン / ムハマド・リアン・アルディアントや、第4シードの保木卓朗 / 小林優吾を破って決勝に進出するが、サトウィクサイラジ・ランキレッディ / チラグ・シェッティに21-16, 17-21, 19-21と惜敗し準優勝となった。